# Памятник Адаму Мицкевичу (Львов)

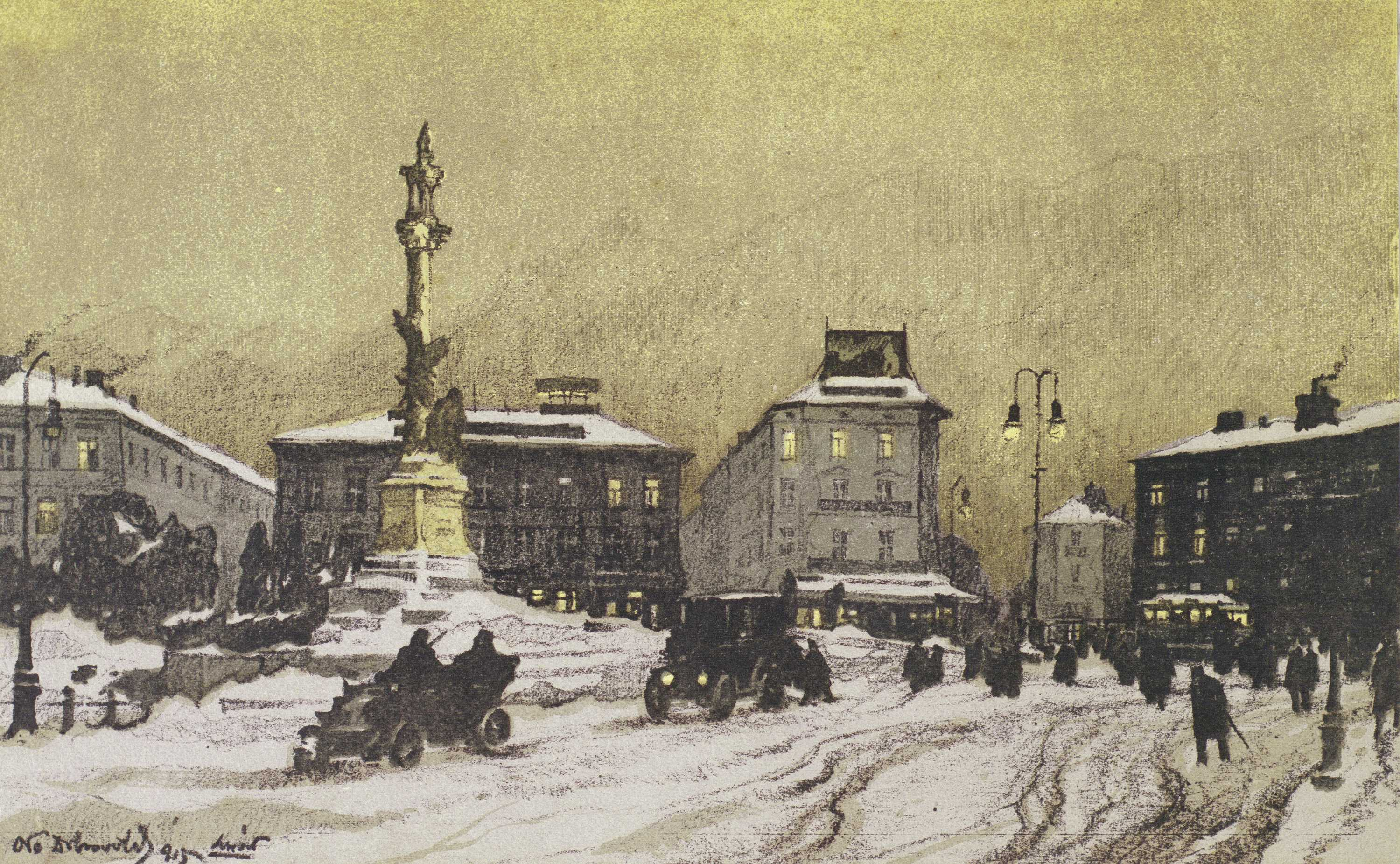
Памятник Мицкевичу во Львове. Литография 1915 г.

Памятник Адаму Мицкевичу или Колонна Адама Мицкевича (пол. Kolumna Adama Mickiewicza we Lwowie, укр. Пам'ятник Адаму Міцкевичу) — историко-культурная достопримечательность центральной части Львова, находящаяся на площади, носящей имя поэта.
Высота памятника 21 метр, фигуры Мицкевича — 3,3 метра. Языки пламени на вершине колонны позолочены.

## История
Идея сооружения памятника Адаму Мицкевичу выдвигалась польской общественностью Львова сразу же после смерти поэта. Однако эта идея была реализована гораздо позже, после того, как в последней трети XIX века выкристаллизовался культ Мицкевича как национального гения польского народа.
10 декабря 1898 года, в год 100-летия со дня рождения поэта, были объявлены результаты конкурса, в котором участвовали 28 проектов сооружения памятника во Львове. Победил проект Антона Сулимы Попеля, который воплотил концепцию писателя Адама Креховецкого: оригинальность состояла в том, что памятник имел форму колонны, и этим отличался от монументов Мицкевичу в Варшаве и Кракове (оба — 1898). На окончательный проект, очевидно, повлиял венский памятник Мицкевичу (1896): в фигуре поэта был повторён жест правой руки, застывшей в воздухе. Именно этот жест связал во львовском памятнике фигуры поэта и ангела, слетающего с лирой. Диагональный ритм композиции подчёркнут пересекающимися прямыми: левое крыло ангела — лира — драпировка плаща поэта; правое крыло — нога ангела. Вертикали (торс — драпировка ангела, фигура поэта) в сочетании с диагоналями создают композиционную гармонию скульптурной пары.
Колонна Mицкевича должна была находиться на границе Марийской (иначе — Марьяцкой, ныне пл. Мицкевича) площади и Гетманских Валов (проспект Свободы), где она бы иначе воспринималась в пространстве, знаменуя начало главной аллеи и создавая ось колонна — Оперный театр. В 1903 году уже проводились земляные работы, готовилась укладка фундамента под гранитные блоки, когда разлилась заключённая в этом месте под землю Полтва. Река заставила принять радикальное решение перенести место строительства колонны Мицкевича в центр площади, где уже находились фонтан и скульптура Богоматери. Из опасений нового разлива Полтвы на место строительства свозилось много песка из-за чего некоторое время площадь называли «львовской Сахарой».
Колонна была выполнена из гранита, добытого неподалёку от Милана. Ныне, покрытая зеленоватой патиной скульптурная группа удачно соединяется с фоном материала колонны, мягким, охристо-розовым с зелёным оттенком.
Колонна Мицкевича сначала доминировала в пространстве, выступая как организующее звено площади, на которой преобладали трёхэтажные здания в духе эклектики. В 1909 году было сооружено монументальное здание на углу площади и улицы Коперника. Ещё большую конкуренцию памятнику как доминанте площади составил первый львовский «небоскрёб» — дом Шпрехера (1921).
Открытие 30 октября 1904 года памятника имело большое национально-культурное значение для польской общины Львова.